# Falkenhøj
Falkenhøj er udskilt i 1787, som en parcel under Sæbygård. Gården ligger i Sæby Sogn, Løve Herred, Region Sjælland, Kalundborg Kommune.
Falkenhøj Gods er på 85 hektar

## Ejere af Falkenhøj
- (1787-1796) Arnoldus von Falkenskiold
- (1796-1798) Joachim Barner Paasche
- (1798-1800) Christian Ditlev Carl Rantzau
- (1800-1806) Haagen Christian Astrup
- (1806-1809) Frederik Hoppe
- (1809-1813) A. H. Bachmann
- (1813-1824) Enke Fru Rosencrone
- (1824-1825) M. Rothe
- (1825-1855) H. P. Alsing
- (1855-1894) Haagen Simonsen
- (1894-1907) Frederik H. Simonsen
- (1907-1913) S. H. Jul Petersen
- (1913-1928) A. Qvistgaard Bay
- (1928-) Henning Henningsen